# Oiseaux de l'île Macquarie

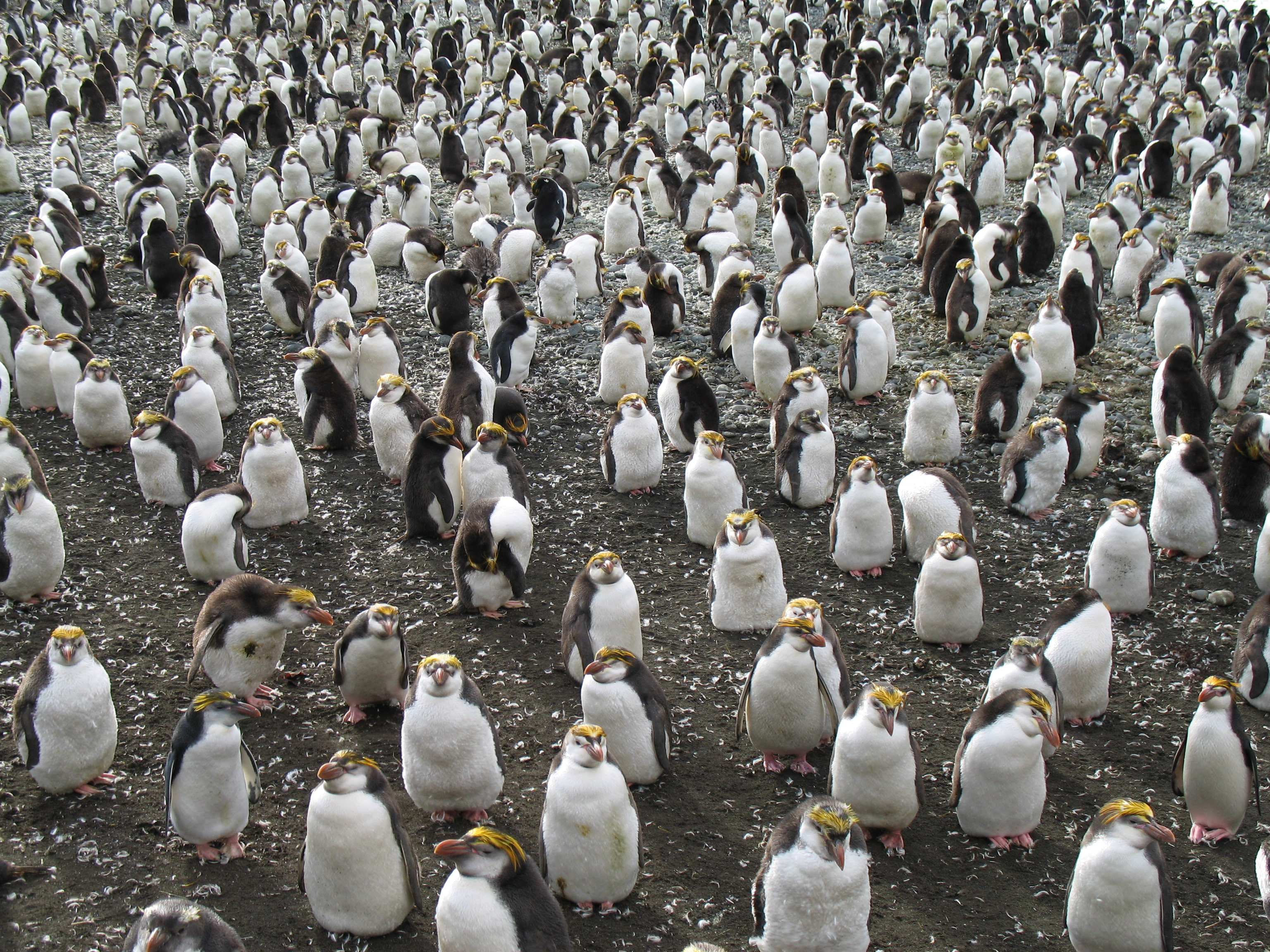
Regroupement de l'endémique Gorfou de Schlegel

Les oiseaux de l'Île Macquarie sont représentés, de manière non surprenante pour une île océanique isolée, essentiellement par des populations d'oiseaux de mer.

## Description
La faune avienne est constituée de 55 espèces d'oiseaux marins et 80 espèces d'oiseaux terrestres dont une bonne part est endémique et en danger (30 espèces sont inscrites sur la liste rouge de l'UICN. Ainsi la majorité des espèces nicheuses sont des manchots, des pétrels et des albatros.  Cependant, la liste des oiseaux de l'île comprend également des accidentels, y compris des passereaux, en provenance de Nouvelle-Zélande et d'Australie.
Quatre espèces de manchots se reproduisent sur Macquarie.  L'endémique Gorfou de Schlegel a une population estimée à 850 000 individus.  La colonie de 100 000 couples représente le troisième site mondial pour cet oiseau. Le Manchot papou et le Gorfou sauteur y nichent également.  Autrefois, les manchots, surtout le Gorfou de Schlegel et le Manchot royal, étaient exploités pour leur graisse, pratique abandonnée en 1919.
Les quatre espèces nicheuses d'albatros sont toutes menacées par les filets dérivants lorsqu'ils s'alimentent au large de l'île, qu'il s'agisse du plus abondant, l'Albatros fuligineux à dos clair avec 2 000 couples nicheurs, ou du plus rare, le Grand Albatros avec moins de 10 couples chaque année.
Plusieurs espèces de pétrels se reproduisent sur Macquarie.  Cependant, ils sont fortement affectés par l'introduction du Rat noir, de la souris domestique, du Lapin de garenne et du Chat domestique. Ainsi la population nicheuse du petit Pétrel bleu est considérée comme en danger critique. 
Le Râle wéka (Gallirallus australis) a été introduit par les pêcheurs de phoques vers le milieu du XIXe siècle et sa population était florissante, ajoutant une autre source de prédation. L'éradication des chats et des wékas mais également le démarrage d'un programme de contrôle des lapins (occasionnant une forte érosion) permettent aux populations nicheuses de pétrels de commencer à se redresser. Le projet à long terme d'éradiquer les rongeurs et les lapins constitue une autre mesure favorable à ces oiseaux.
Le Kakariki de Macquarie, une sous-espèce endémique du Kakariki à front rouge, s'est éteint vers 1880, Cyanoramphus erythrotis également. Le Râle de l'Île Macquarie, une sous-espèce endémique du Râle tiklin (Gallirallus philippensis) a disparu peu après.  Ces trois extinctions résultent probablement de la prédation par les chats harets.

### Sources
- (en) Cet article est partiellement ou en totalité issu de l’article de Wikipédia en anglais intitulé « Birds of Macquarie Island » (voir la liste des auteurs).